# Таруджи, Доменико
Доменико Таруджи (итал. Domenico Tarugi; 1638, Феррара, Папская область — 27 декабря 1696, там же) — итальянский куриальный кардинал. Архиепископ Феррары со 2 января по 27 декабря 1696. Кардинал-священник с 12 декабря 1695, с титулом церкви Санта-Мария-делла-Скала со 2 января по 27 декабря 1696.